# Abraham de Smolensk
Abraham de Smolensk fou un monjo de Smolensk, el seu lloc de naixement, on esdevingué monjo del monestir de Bogoroditzkaja. És històricament considerat com a realitzador de miracles. Com a monjo es va comprometre en predicar extensivament i en l'estudi bíblic. És considerat una figura notable en la Rússia pre-mongola. La seva festa se celebra el 21 d'agost en tota l'església russa.
És descrit com un home d'empenta i caràcter militant, qui va introduir la idea del Judici Final en les ments d'ell i altres. Fou molt popular entre els laics, treballant pels malalt i alterats. Fou menys popular amb la resta del clergat local, qui va veure en ell un enemic al que tenia gelosia. Aquesta animositat va portar finalment a diversos càrrecs morals i teològics en contra. Basat en aquests càrrecs, el bisbe local de Smolensk va agafar mesures disciplinàries en contra d'Abraham, els quals van suposar una ombra sobre el seu caràcter durant cinc anys. Es diu que més tard es va justificar amb un miracle. En aquell temps, el bisbe va reobrir el cas en contra Abraham, el va exonerar dels càrrecs aixecats contra ell i el va fer abat del monestir de la Sagrada Creu, el més petit de la zona. Abraham va estar la resta de la seva vida pacíficament en aquest monestir seguint allí la seva vocació, morint allà pacíficament el 1221. Una biografia feta pel seu deixeble Ephraem ha sobreviscut.